# Trolejbusy w Grodnie
Trolejbusy w Grodnie – system komunikacji trolejbusowej działający w Grodnie.
Trolejbusy w Grodnie uruchomiono 5 listopada 1974. Pierwsza linia wiodła od Советская площадь do Азот o długości 8,6 km. Obecnie w Grodnie jest 20 linii trolejbusowych:
- 1: “Grodno Azot” – Folusz
- 2: “Grodno Azot” – ZMB
- 3: “Grodno Azot” – Forty
- 4: “Grodno Azot” – Folusz
- 5: “Grodno Azot” – OM “Kiełbasin”
- 6: OM “Kiełbasin” – Dziewiatówka
- 7: OM “Kiełbasin” – Dziewiatówka
- 8: “Chimwołokno” – ZMB
- 9: “Chimwołokno” – Zakład “Biełtapaz”
- 10: Dziewiatówka – Folusz
- 11: Dziewiatówka – “Grodno Azot”
- 12: Dziewiatówka – “Chimwołokno”
- 13: Folusz – Ulica Zwycięska
- 14: OM “Kiełbasin” – Dziewiatówka
- 15: Folusz – Ulica Młodzieżowa
- 19: Dziewiatówka – Ulica Zwycięska
- 20: Wiśniowiec – Dziewiatówka
- 21: Olszanka – PKP № 14 “Grodno Azot”
- 22: Olszanka – Katedra
- 23: Ulica Odelska – Grandzicze-3
- 24: “Chimwołokno” – Ulica Makarowej

## Tabor
Podstawowym typem trolejbusów jest BKM 20101 w liczbie 85 sztuk. W maju 2011 wycofano z eksploatacji ostatni trolejbus ZIU-AKSM (AKSM 100). Łącznie w Grodnie jest 159 trolejbusów:
| typ        | sztuk |
| ---------- | ----- |
| BKM 20101  | 84    |
| AKSM-321   | 39    |
| BKM 32102  | 12    |
| AKSM-201   | 6     |
| AKSM 101M  | 2     |
| ZiU-9      | 9     |
| MAZ-103T   | 2     |
| BKM 32100C | 1     |
| MAZ-203T   | 1     |
| AKSM-201А7 | 1     |